# 邻氯苯乙烯

邻氯苯乙烯的合成

邻氯苯乙烯（也称为2-氯苯乙烯）是一种有机化合物，结构简式CH2=CHC6H4Cl，可由氯苯与乙烯在催化剂存在下合成。